# Urophora acompsa
Urophora acompsa
 es una especie de insecto díptero. Friedrich Georg Hendel lo describió científicamente por primera vez en el año 1914.
Esta especie pertenece al género Urophora de la familia Tephritidae.